# Andreas Rasmussen
Pour les articles homonymes, voir Rasmussen.
Andreas Rasmussen, né le 15 mars 1893 à Aalborg et mort le 23 février 1967 dans la même ville, est un joueur de hockey sur gazon danois. 
Il est médaillé d'argent aux Jeux olympiques d'été de 1920 à Anvers avec l'équipe du Danemark de hockey sur gazon ; il joue trois matchs durant cette compétition.